# 赤坂総合公園
赤坂総合公園（あかさかそうごうこうえん）は、秋田県横手市赤坂字大沼沢にある都市公園（総合公園）。敷地面積は33.50ha。

## 概要
旧・横手市街地の南部、赤坂地区に位置する。園内には野球場をはじめとする運動施設が設置されている他、近隣にはテーマパーク「秋田ふるさと村」がある。
1月中旬から2月下旬にかけて、園内にソリ遊びやクロスカントリースキーができるスノーパークが整備される。クロスカントリースキーの特設コースが整備されるため、公園内に敷設された道路（秋田ふるさと村、赤坂総合公園のそれぞれの駐車場を結ぶ道路）は冬季閉鎖となる。
2002年（平成14年）に野球場、2009年（平成21年）にグラウンド・ゴルフ場が竣工している。テニスコートが整備される計画があるが、未だに実現しておらず、大森公園内のテニスコートが先に大幅拡張リニューアルを行っている。
2026年（令和8年）には公園敷地内に横手体育館が移転してくる予定。

## 沿革
以下、注釈の無い項目は旧横手市の公式サイトの情報によるもの。
- 1980年（昭和55年） - 赤坂地区に運動公園を設置する方針が発表、基本構想を策定。
- 1988年（昭和63年） - 46.9haの面積をもつ「赤坂運動公園」として都市計画を決定。
- 1989年（昭和64年/平成元年）
  - 3月 - テーマパーク「秋田ふるさと村」が近隣に整備されることが決定し、計画の見直しを行う（翌年に決定）。
  - 9月 - 面積16.4haの事業認可を受ける。
- 1990年（平成2年）
  - 3月 - 面積を61.4ha拡大、名称は現行の「赤坂総合公園」に改め、都市計画を決定。
  - 7月 - 計画変更に伴い、面積47.4haの事業計画の変更認可を受ける。
- 1994年（平成6年）
  - 4月 - 秋田ふるさと村の開村に伴い、16.4haを供用開始。
  - 7月 - 第2駐車場が竣工、1.4haを供用開始。同年の供用開始総面積は17.8haとなった。
- 1999年（平成11年） - 野球場（横手市赤坂総合公園野球場）の建設開始。
- 2002年（平成14年） - 野球場竣工。
- 2009年（平成21年） - グラウンド・ゴルフ場竣工[8]。
- 2026年（令和8年） - 体育館（新・横手市横手体育館）竣工〈予定〉[9][10][11]。

## 施設・設備
- 野球場（赤坂総合公園野球場）
- 多目的運動広場
バスケットコート、スケートボード、隣接野球場のサブグラウンドがある。
- グラウンド・ゴルフ場
- スノーパーク（冬季）

## 開場情報
基本的に各施設は冬季閉鎖となる（閉鎖時期は積雪状態によって異なる。以下の情報は2021年 - 2022年シーズンのもの）。
野球場（赤坂総合公園野球場）
- 4月1日 - 3月31日
  - 4:00 - 21:00

多目的運動広場
- 4月1日 - 11月30日
  - 4:00 - 17:00

グラウンド・ゴルフ場
- 4月15日 - 11月30日
  - 8:30 - 17:00

## アクセス
自動車
E46 秋田自動車道 / E13 東北中央自動車道 横手ICから約5分
E46 秋田自動車道 横手北SICから約10分
駐車場：450台

## 周辺
- 秋田ふるさと村
  - 秋田県立近代美術館
- 横手市立横手南中学校
- イオンスーパーセンター横手南店
- イオン横手店